# Pointe de la Grande Vigie
La pointe de la Grande Vigie est l'endroit le plus au nord de la Grande-Terre, en Guadeloupe, à environ six kilomètres d'Anse-Bertrand, commune à laquelle elle est rattachée. Ses falaises calcaires atteignent 80 mètres de hauteur et rappellent celles de Normandie ou de Bretagne. Exposée au vent et aux embruns, la végétation y est pauvre, xérophile, rappelant celle de la Méditerranée.
Par temps clair, le panorama est superbe sur les terres de la Grande-Terre et sur les îles de Montserrat au nord-ouest à 80 km, d'Antigua au nord à 70 km et de La Désirade au sud-est à 50 km.  